# 舍尼
舍尼（法語：Cheny，法語發音：[ʃəni]）是法国勃艮第-弗朗什-孔泰大区约讷省的一个市镇，属于欧塞尔区。

## 地理
舍尼（47°57'10"N, 3°32'3"E）面积9.72 平方千米，位于法国勃艮第-弗朗什-孔泰大區约讷省，该省份为法国中北部内陆省份，西接卢瓦雷省，西北接塞纳-马恩省，南至涅夫勒省，东临科多尔省，东北与奥布省接壤。
与舍尼接壤的市镇（或旧市镇、城区）包括：米热讷、博纳尔、博蒙、巴苏、沙尔穆瓦、奥尔穆瓦。

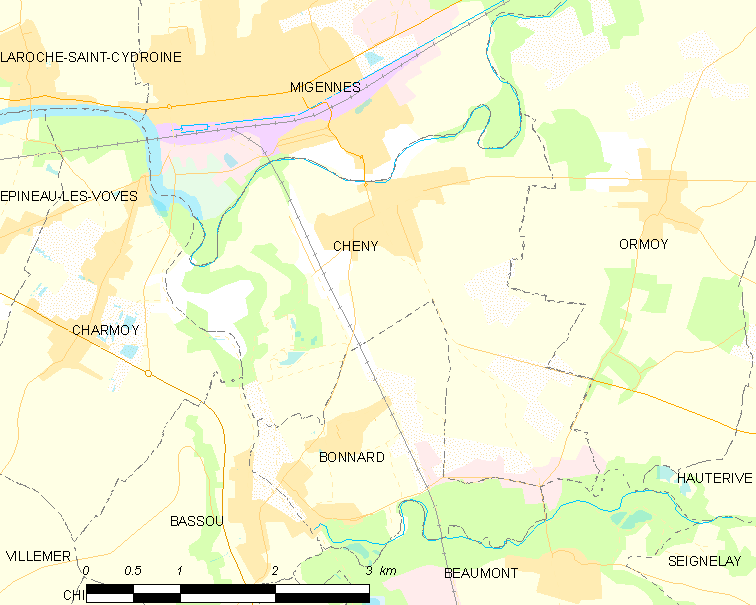
舍尼的OSM定位图

舍尼的时区为UTC+01:00、UTC+02:00（夏令时）。

## 行政
舍尼的邮政编码为89400，INSEE市镇编码为89099。

## 政治
舍尼所属的省级选区为米热讷县。

## 人口

1962-2008年间舍尼人口变化图示

舍尼于2022年1月1日时的人口数量为2231人。